# Flux Pavilion
Flux Pavilion, pseudonimo di Joshua Steele (Towcester, 15 gennaio 1989), è un disc jockey e produttore di musica elettronica britannico.

## Biografia
Nel 2009, in collaborazione con Doctor P, DJ Swan-E e Dyspro, ha fondato la Circus Records. Il singolo che lo ha portato al successo internazionale è I Can't Stop che, nel 2011, si è piazzato alla posizione numero 56 della Official Singles Chart. Con Doctor P, ha pubblicato nel 2011 la compilation Circus One, alla quale ha contribuito con quattro brani. Nel 2011 I Can't Stop è stato riutilizzato dal produttore Shama "Sak Pase" Joseph per l'album Watch the Throne di Jay-Z e Kanye West. Nello stesso anno viene nominato dal sondaggio della BBC, Sound of 2011, inserendosi nella lista come uno dei pochi artisti indipendenti. Il 5 marzo 2012, la sua I Can't Stop è stata utilizzata sia per la campagna Kony 2012, sia per il videogame SSX.

## Discografia

### Album
| Titolo | Dettagli          |
| ------ | ----------------- |
| Tesla  | 18 settembre 2015 |
| .wav   | 21 gennaio 2021   |

### EP
| Titolo                                      | Dettagli EP      |
| ------------------------------------------- | ---------------- |
| Boom (con Datsik + Excision)                | 15 gennaio 2009  |
| Nuke 'Em (con Datsik, Tom Encore e Redline) | 21 aprile 2009   |
| Lines in Wax                                | 11 ottobre 2010  |
| Blow the Roof                               | 28 gennaio 2013  |
| Freeway                                     | 11 novembre 2013 |
| Party Drink Smoke (con Doctor P)            | 29 aprile 2016   |

### Singoli
| Singoli                        | Anno | Posizione in classifica | Posizione in classifica | Posizione in classifica | Album |
| Singoli                        | Anno | UK                      | UK DAN                  | UK IND                  | Album |
| ------------------------------ | ---- | ----------------------- | ----------------------- | ----------------------- | ----- |
| Bass Cannon                    | 2011 | 56                      | 9                       | 5                       | TBA   |
| Superbad (con Doctor P)        | 2011 | 61                      | 7                       | —                       | TBA   |
| Daydreamer (featuring Example) | 2012 | —                       | —                       | —                       | TBA   |

- 2020: Survive (con Feed Me feat. Meesh)

### Altre realizzazioni
| Singolo                                        | Anno |
| ---------------------------------------------- | ---- |
| Cheap Crisps / How Dare You                    | 2008 |
| F*cking Noise / Digital Controller             | 2009 |
| Crunch (con Datsik)                            | 2009 |
| Family Fortunes / Steppa (con Trolley Snatcha) | 2009 |
| Voscillate / Night Goes On                     | 2010 |
| Meathead / Bass Abuse                          | 2011 |
| How Rude / Show Off                            | 2011 |
| Jump Back (con SKisM e Foreign Beggars)        | 2011 |

### Come produttore
| Singolo  | Anno | Artista | Album           |
| -------- | ---- | ------- | --------------- |
| Level Up | 2012 | Sway    | The Deliverance |

### Remix
| Canzone                   | Anno | Artista              | Note         |
| ------------------------- | ---- | -------------------- | ------------ |
| Cracks feat. Belle Humble | 2010 | Freestylers          |              |
| Blue Skies                | 2010 | Jamiroquai           |              |
| Gold Dust feat. Ce'Cile   | 2010 | DJ Fresh             |              |
| Louder feat. Sian Evans   | 2011 | DJ Fresh             | con Doctor P |
| Internet Connection       | 2011 | M.I.A.               |              |
| Midnight Run              | 2011 | Example              |              |
| Syndicate                 | 2011 | Syndicate Theme Tune |              |
| Must Be The Feeling       | 2012 | Nero                 |              |

### Compilation
- Doctor P e Flux Pavilion - Circus One

## Premi e nomination
| Anno | Organizzazione    | Premio        | Risultato   |
| ---- | ----------------- | ------------- | ----------- |
| 2011 | BBC Sound of 2012 | Sound of 2012 | Candidato/a |